# Paraszczurzynek
Paraszczurzynek (Paramelomys) – rodzaj ssaków z podrodziny myszy (Murinae) w obrębie rodziny myszowatych (Muridae).

## Rozmieszczenie geograficzne
Rodzaj obejmuje gatunki występujące endemicznie na Nowej Gwinei.

## Morfologia
Długość ciała (bez ogona) 100–195 mm, długość ogona 96–145 mm, długość ucha 11–21 mm, długość tylnej stopy 25–38 mm; masa ciała 31–118 g.

## Systematyka
Rodzaj (w randze podrodzaju w obrębie Melomys) zdefiniował w 1936 roku niemiecki teriolog Hans Rümmler w artykule zatytułowanym Formy papuaskich myszowych z rodzaju Melomys, opublikowanym w czasopiśmie „Zeitschrift für Säugetierkunde”. Gatunkiem typowym jest  (oryginalne oznaczenie) paraszczurzynek zwinny (P. levipes). 

### Etymologia
Paramelomys: gr. παρα para ‘blisko’; rodzaj Melomys O. Thomas, 1922 (szczurzynek).

### Podział systematyczny
Do rodzaju należą następujące gatunki:
| Grafika | Gatunek               | Autor i rok opisu | Nazwa zwyczajowa          | Podgatunki         | Rozmieszczenie geograficzne | Podstawowe wymiary                                 | Status IUCN |
| ------- | --------------------- | ----------------- | ------------------------- | ------------------ | --- | -------------------------------------------------- | ----------- |
|         | Paramelomys gressitti | Menzies, 1996     | paraszczurzynek dżunglowy | gatunek monotypowy | endemit Papui-Nowej Gwinei: wschodnia Nowa Gwinea; zakres wysokości: 2300–2400 m n.p.m.                                                                         | DC: 13,5–16,2 cm DO: brak danych MC: brak danych   | EN          |
|         | Paramelomys levipes   | (O. Thomas, 1897) | paraszczurzynek zwinny    | gatunek monotypowy | endemit Papui-Nowej Gwinei: wschodnia Nowa Gwinea (południowa strona Gór Centralnych); zakres wysokości: 0–1200 m n.p.m.                                        | DC: 12,4–16,2 cm DO: 11,2–14 cm MC: 72–117 g       | LC          |
|         | Paramelomys lorentzii | (Jentink, 1908)   | paraszczurzynek iriański  | gatunek monotypowy | Indonezja i Papua-Nowa Gwinea: południowa Nowa Gwinea (od rzeki Mimika na wschód do wyżyny Darai i obszaru góry Bosavi); zakres wysokości: 0–1500 m n.p.m.      | DC: 13,5–19,5 cm DO: 10,2–13,5 cm MC: brak danych  | LC          |
|         | Paramelomys naso      | (O. Thomas, 1911) | paraszczurzynek długonosy | gatunek monotypowy | endemit Indonezji: południowo-zachodnia Nowa Gwinea oraz północne Wyspy Aru (Wokam); zakres wysokości: 0–1000 m n.p.m.                                          | DC: 15,8–19,1 cm DO: około 13,2 cm MC: brak danych | LC          |
|         | Paramelomys mollis    | (O. Thomas, 1913) | paraszczurzynek puszysty  | gatunek monotypowy | Indonezja i Papua-Nowa Gwinea: wyżyny Nowej Gwinei; zakres wysokości: 1200–2200 m n.p.m.                                                                        | DC: 13–18,2 cm DO: około 14 cm MC: brak danych     | LC          |
|         | Paramelomys moncktoni | (O. Thomas, 1904) | paraszczurzynek papuaski  | gatunek monotypowy | endemit Papui-Nowej Gwinei: wschodnia Nowa Gwinea (północno-wschodnia część i półwysep Papuan oraz pobliska wyspa Sideia); zakres wysokości: 0–700 m n.p.m.     | DC: 13,5–17 cm DO: 11,5–14,5 cm MC: 78–118 g       | LC          |
|         | Paramelomys platyops  | (O. Thomas, 1906) | paraszczurzynek nizinny   | gatunek monotypowy | Indonezja i Papua-Nowa Gwinea: Nowa Gwinea (wraz z wyspami Batanta, Yapen, Biak, Nowa Brytania oraz Wyspami d’Entrecasteaux); zakres wysokości: 0–1200 m n.p.m. | DC: 13–15,5 cm DO: 10,5–12,5 cm MC: 65–102 g       | LC          |
|         | Paramelomys steini    | (Rümmler, 1935)   | paraszczurzynek stokowy   | gatunek monotypowy | endemit Papui-Nowej Gwinei: zachodnia Nowa Gwinea (pasmo górskie Weyland); zakres wysokości: 2000–2600 m n.p.m.                                                 | DC: 12,4–13,1 cm DO: około 12,8 cm MC: brak danych | DD          |
|         | Paramelomys rubex     | (O. Thomas, 1922) | paraszczurzynek górski    | gatunek monotypowy | Indonezja i Papua-Nowa Gwinea: Nowa Gwinea (Góry Centralne i Torricelli oraz półwysep Huon); zakres wysokości: 1200–2500 m n.p.m.                               | DC: 10–13 cm DO: 9,6–14 cm MC: 31–57 g             | LC          |

Kategorie IUCN:  LC  – gatunek najmniejszej troski,  EN  – gatunek zagrożony,  DD  – gatunki o nieokreślonym stopniu zagrożenia.